# Star Wars episodi II: L'atac dels clons
Star Wars episodi II: L'atac dels clons (títol original en anglès: Star Wars Episode II: Attack of the Clones) és una pel·lícula de ciència-ficció de l'any 2002 dirigida per George Lucas i escrita per ell mateix i Jonathan Hales. És la cinquena entrega de la saga La guerra de les galàxies i la segona en ordre cronològic.
El repartiment principal està format per Ewan McGregor, Hayden Christensen, Natalie Portman, Samuel L. Jackson, Christopher Lee, Ian McDiarmid, Temuera Morrison, Frank Oz, Anthony Daniels i Kenny Baker. El rodatge va començar a mitjans de 2000, en els estudis de 20th Century Fox, a Austràlia. Els exteriors són del Palau Reial de Caserta i els jardins del llac de Como, tots dos a Itàlia, així com del desert de Tunísia i la plaça d'Espanya de Sevilla. Va ser la primera pel·lícula que es va rodar completament amb càmera digital d'alta definició (24 fotogrames per segon). Els efectes especials van ser a càrrec d'Industrial Light & Magic, empresa fundada per Lucas durant la producció del primer lliurement de la saga, Una nova esperança.
La trama es desenvolupa deu anys després dels successos ocorreguts en la pel·lícula anterior, The Phantom Menace. Després de la batalla de Naboo, la galàxia es troba en perill d'una guerra civil. Sota la direcció d'un jedi renegat que es fa dir comte Dooku, molts sistemes estel·lars amenacen amb la secessió de la República Galàctica. Després de diversos intents d'assassinat de la senadora Padmé Amidala, l'anterior reina de Naboo, el padawan Anakin Skywalker és assignat per protegir-la, mentre que el seu mestre, Obi-Wan Kenobi, s'encarrega d'investigar qui està darrere aquests intents.
Va ser estrenada el 16 de maig de 2002 als Estats Units i va rebre comentaris desiguals per part de la crítica cinematogràfica. Amb un pressupost de 115 milions de dòlars, va aconseguir recaptar 649.398.328 dòlars a les taquilles de tot el món i es va situar com la quarta pel·lícula de la saga amb més recaptació. Ha estat doblada al català.

## Argument
| «                   | Fa molt de temps en una galàxia molt, molt llunyana […] En el senat galàctic regna la inquietud. Diversos milers de sistemes solars han declarat la intenció d'abandonador la República. […] Aquest moviment separatista liderat pel misteriós compte Dooku ha provocat que el limitat nombre de cavallers jedis els resulti difícil mantenir la pau i l'ordre a la galàxia. […] La senadora Amidala, antiga reina de Naboo, torna al senat galàctic per donar el seu vot a la crida de crear un exèrcit de la república que ajudi els desbordats jedis... | » |
| — Text introductori | |   |

Després que un caça-recompenses fos mort en fracassar en l'intent d'assassinar la senadora Padmé Amidala, el consell jedi li encarrega al padawan Anakin Skywalker la missió de protegir-la, mentre que el seu mestre, Obi-Wan Kenobi, intenta descobrir la identitat de l'assassí del caça-recompenses.
Anakin i Padmé parteixen del planeta Coruscant cap a Naboo, planeta d'origen de la senadora. Allà, Anakin revela a Padmé el que sent per ella i alhora s'assabenta que és correspost. No obstant això, tots dos decideixen reprimir els seus sentiments, ja que als jedis no se'ls permet enamorar-se. Durant la seva estada a Naboo, Anakin té un malson on veu patir la seva mare, Shmi Skywalker, i, juntament amb Padmé, decideixen viatjar a Tatooine. Allà es reuneixen amb la nova família de Shmi, els Lars, que els expliquen que la seva mare va ser segrestada feia ja un mes pels tusken, els habitants de les sorres. Anakin parteix a la seva recerca i troba la seva mare presonera en un campament dels tusken. No obstant això, després d'unes poques paraules, Shmi mor i Anakin, furiós, assassina despietadament tota la tribu tusken. Shmi és portada i enterrada a la granja dels Lars.
Mentrestant, les investigacions d'Obi-Wan el porten al planeta Kamino, on descobreix que els kaminoans estan preparant un exèrcit de clons per servir a la República per encàrrec d'un mestre jedi que va ser assassinat anys enrere. A més, allà es troba el caça-recompenses que buscava, Jango Fett, i al qual els kaminonians estan fent servir per crear els clons. Fett aconsegueix escapar, però Obi-Wan el segueix fins al planeta Geonosis, on descobreix que es troben els separatistes liderats pel comte Dooku, deixeble del lord sith Darth Sidious. Obi-Wan tracta d'enviar un missatge al consell jedi per informar-los, però a causa d'una fallada en el seu transmissor, l'hi envia a l'Anakin que es troba a menor distància, perquè ell el torni a enviar. Obi-Wan acaba sent capturat mentre gravava el missatge, pel que Anakin i Padmé també van a ajudar-lo després de reenviar el missatge. Tots dos cauen també presoners, però nombrosos jedis arriben a Geonosis per rescatar-los. Això no obstant, la majoria dels jedis són neutralitzats per l'exèrcit androide dels separatistes i quan tot semblava perdut, el mestre Yoda apareix amb milers de clons portats de Kamino.
Comença llavors la batalla de Geonosis, la primera lliurada entre la República i els separatistes i la qual dona lloc a les guerres clon. En el fragor de la batalla, el comte Dooku fuig, perseguit per Anakin i Obi-Wan, acaba enfrontant-se amb ells i vencent-los. Instants abans el comte Dooku no doni el cop final a un Obi-Wan mal ferit i un Anakin amb el braç amputat, apareix el mestre Yoda. Dooku fuig, en veure la superioritat de qui havia sigut el seu mestre. Poc després, Anakin, ara amb un braç mecànic, es casa en secret amb Padmé en els llacs de Naboo.

## Repartiment
- Ewan McGregor com a Obi-Wan Kenobi: mestre jedi i mentor del padawan Anakin Skywalker. Investiga l'intent d'assassinat de Padmé, fet que el va portar a descobrir la creació d'un exèrcit de clons.
- Hayden Christensen com a Anakin Skywalker: aprenent padawan d'Obi-Wan. Es creu que és l'escollit, qui portarà l'equilibri a la força, aquell qui acabarà amb els siths. A causa que entre la primera i segona pel·lícula transcorre un període de deu anys, Jake Lloyd, que va interpretar Anakin Skywalker de nen a The Phantom Menace, no va poder seguir amb el paper. L'equip encarregat de les audicions va realitzar una gran recerca pels Estats Units per trobar al nou actor que interpretaria a Skywalker, van tardar sis mesos abans d'escollir Christensen.[7] Lucas va fer audicions a diversos actors, majoritàriament desconeguts, abans Christensen fos escollit. Entre els molts aspirants hi havia Ryan Phillippe, rebutjat per ser massa gran pel paper,[8] Colin Hanks, fill del també actor Tom Hanks, va ser rebutjat per la seva «falta de química» amb Natalie Portman.[9] Leonardo DiCaprio també es va reunir amb Lucas per al paper, no obstant això, el seu publicista, Ken Sunshine, va confirmar que l'actor ja estava ocupat, ja que durant el rodatge de L'atac dels clons tenia previst filmar la pel·lícula Gangs of New York, de Martin Scorsese.[10]
- Natalie Portman com a Padmé Amidala: antiga reina de Naboo, recentment ha estat elegida senadora del planeta.
- Ian McDiarmid com a Canceller Palpatine/Darth Sidious: exsenador galàctic de Naboo, acumula enormes poders d'emergència en l'esclat de les guerres clon.
- Christopher Lee com a Comte Dooku/Darth Tyranus: mestre sith que lidera el moviment separatista. És sospitós en les investigacions d'Obi-Wan.
- Samuel L. Jackson com a Mace Windu: mestre jedi que està dins del consell jedi, té recels del poder que té el senat galàctic.[11]
- Temuera Morrison com a Jango Fett: caça-recompenses que dona el seu ADN als kamino per la creació de l'exèrcit clon. A més del seu sou, va demanar un clon no alterat per tenir-lo com a fill, Boba Fett.
- Frank Oz posa la veu a Yoda: mestre jedi d'una espècie desconeguda. Està dins del consell jedi i és instructor de molts joves padawans.
- Anthony Daniels com a C-3PO: androide de protocol que ara està en propietat de la família Lars.
- Kenny Baker com a R2-D2: robot astromètric sota les ordres d'Anakin i Obi-Wan.
- Daniel Logan com a Boba Fett: el clon de Jango Fett, és creat artificialment a petició del seu pare.
- Silas Carson com a Nute Gunray i Ki-Adi-Mundi: Gunray is el virrei de la federació de comerç, intenta matar la senadora Padmé com a venjança de la pèrdua del planeta Naboo. Ki-Adi-Mundi és un mestre jedi de la cambra del consell jedi.
- Ahmed Best com a Jar Jar Binks: representant gungan en el senat galàtic.
- Rose Byrne com a Dormé: mà dreta de la senadora Padmé Amidala.
- Pernilla August com a Shmi Skywalker: mare de l'Anakin. Mor a les seves mans i és un dels detonants de la seva caiguda al costat fosc.

Abans d'haver-se iniciat el rodatge de la pel·lícula, es va dir que Catherine Zeta-Jones havia de formar part del repartiment en el paper d'una sith i Ralph Fiennes com a intèrpret del jove Moff Tarkin. A E! Online van informar que George Lucas havia permès al grup musical 'N Sync gravar un petit cameo en la pel·lícula per tal de satisfer les seves filles. No obstant això, durant la postproducció, aquesta escena va ser omesa.

## Producció

### Guió
Després de rebre tant crítiques positives com negatives a The Phantom Menace, Lucas es va mostrar reticent a tornar a l'escriptori. El març de 2000, però, tres mesos abans de començar el rodatge, va completar un esborrany de guió la pel·lícula: un primer i un segon guió. Per la realització del tercer guió, que posteriorment es convertiria en el guió de rodatge, Lucas va demanar ajuda a Jonathan Hales, qui havia escrit diversos capítols de The Young Indiana Jones Chronicles; no obstant això, tenia poca experiència a l'hora d'escriure pel·lícules de cinema. El guió final es va acabar una setmana abans de l'inici del rodatge.
En forma de broma, el nom provisional de la pel·lícula era Jar Jar's Big Adventure (La gran aventura de Jar Jar), una sarcàstica referència a la negativa rebuda al personatge Jar Jar Bings de The Phantom Menace.
Durant el desenvolupament del guió de L'Imperi contraataca, en un principi Lucas tenia la intenció que Lando Calrissian fos un clon originari de les guerres clons, mencionades per Obi-Wan Kenobi a Una nova esperança. Més endavant, va esdevenir un concepte alternatiu per un exèrcit clon de shocktroopers de la República.

### Rodatge
Des de les primeres col·laboracions en la sèrie de televisió The Young Indiana Jones Chronicles, George Lucas es va interessar per la fotografia digital. Mogut per l'interès del director, l'any 1996, el productor Rick McCallum va convèncer a l'empresa Sony perquè desenvolupés una càmera digital d'alta definició de 24 fotogrames per segon. A The Phantom Menace es van realitzar algunes proves digitals, però la tecnologia no estava del tot llesta. La versió final de la càmara va arribar a les mans de McCallum tan sols una setmana abans que es comencés a rodar L'atac dels clons.
El rodatge va començar el 26 de juny de 2000 als 20th Century Fox Studios d'Austràlia. Després de dos mesos i mig, es va iniciar el rodatge en exteriors, primer al Palau Reial de Caserta, a Itàlia, on ja s'havien rodat les escenes del palau de Naboo de The Phantom Menace. Els jardins del llac de Como, també a Itàlia, van ser un altre dels paisatges usats per a la representació de Naboo. Tot seguit, l'equip es va traslladar al desert de Tunísia, on es van rodar les escenes del planeta Tatooine, com van fer en les anteriors pel·lícules de la saga. L'escena de la granja de la família Lars que apareix a La venjança dels Sith, quan Obi-Wan lliura el nadó Luke a Owen i Beru Lars, va ser gravada en aquest mateix lloc, així com les escenes de L'atac dels clons. Finalment, la ciutat de Sevilla, i més concretament la plaça d'Espanya, va servir com a paisatge per a la ciutat de Theed, capital de Naboo.

#### Ús de càmeres digitals
Igual que amb L'Amenaça Fantasma, L'Atac dels Clons va promoure el desenvolupament tecnològic, traslladant Hollywood a la "era digital" fent servir la HDW-F900, una càmera digital desenvolupada per Sony i Panavision, mitjançant un sistema de d'alta definició i 24 imatges per segon. L'ús de les noves càmeres va suposar un estalvi de temps durant la producció de la pel·lícula perquè no s'havia de revelar com el cel·luloide i permetia muntar i modificar les escenes de forma ràpida, ja que no calia escanejar les preses per modificar-les a ordinador i després tornar a escanejar-les a la pel·lícula. El pas a digital de Star Wars va provocar controvèrsia i va animar discussions sobre els avantatges i desavantatges de la cinematografia digital. Aquestes discussions encara continuen, a mesura que més realitzadors es passen al cinema digital mentre que altres s'hi oposen.
Lucas ja havia declarat que havia volgut filmar L'Amenaça Fantasma en aquest format, però Sony no va ser capaç de construir les càmeres amb la suficient rapidesa. El 2002, L'Atac dels Clons es va convertir en la tercera pel·lícula a ser llançada, havent-se gravat tota en una càmera digital 24p (precedida per Jackpot i Vidocq, de 2001). Les càmeres graven en el format 16: 9 HDCAM (1080p), encara que la imatge va ser retallada en una relació d'aspecte de 2,40:1.
Malgrat els esforços de Lucas per convèncer les sales de cinema de passar-se a projectors digitals per l'Episodi II, pocs ho van fer.

### Efectes especials

Yoda generat per ordinador.

Es va fer un ús exclusiu d'animàtics digitals en comptes dels storyboards. Encara que Lucas en el passat havia utilitzat altres formes de producció de guions gràfics de moviment, després de The Phantom Menace es va prendre la decisió de fer un ús creixent de la tecnologia digital. El procés es va iniciar amb la creació del que el departament de Ben Burtt va anomenar videomatic, gravat amb una càmera de vídeo domèstica. En aquest departament, ajudants de producció i familiars dels treballadors van actuar davant la pantalla verda. Utilitzant imatges generades per ordinador (CGI), el departament de previsualització treballava davant el croma, després s'editava aquest material i s'enviava a Lucas per rebre canvis i aprovacions. El resultat havia de ser un exemple aproximat del qual es pretenia que fos el producte final. El departament de previsualització va crear una versió més fina del videomatic, un animatic, amb actors virtuals, accessoris i conjunts que van ser reemplaçats per les contraparts digitals per donar una visió més precisa, però encara en brut, del que s'hauria de veure. L'animatic va ser posteriorment presentat al set i mostrat als actors perquè poguessin entendre el concepte de l'escena que s'estava filmant. A diferència de la majoria de les seqüències d'acció, la batalla de Geonosis no va tenir ni storyboard ni videomatic, sinó que va ser enviada directament a animatics després que el departament hagués rebut una vaga pàgina de la seqüència. La intenció era crear una sèrie de petits esdeveniments que serien editats junts per encaixar dins de la pel·lícula acabada. El departament animatic va donar carta blanca pel que fa als esdeveniments que es crearien en l'animatic: Lucas només va demanar bones escenes d'acció per poder triar i aprovar més tard.
A més de la introducció de la càmera digital, L'atac dels clons va destacar els «digitals duplicats», com els models generats per ordinador que duplica els actors, de la mateixa manera que ho va fer amb l'equip d'especialistes. També va fomentar l'autenticitat dels personatges generats per ordinador mitjançant la introducció d'un nou completament del CGI, el personatge de Yoda. Rob Coleman i John Knoll van preparar dues proves d'en Yoda generat per ordinador utilitzades per l'àudio de L'Imperi contraataca. L'aparició d'en Yoda a l'Episodi V també va servir com a punt de referència per a la creació del Yoda informàtic, Lucas va declarar en repetides ocasions al departament d'animació que "el truc" per a l'animació d'en Yoda era fer-lo com el titella en el qual es va basar, per tal de mantenir un flux de continuïtat. Frank Oz (veu i titellaire de Yoda en la trilogia original i en The Phantom Menace) va ser consultat, el seu consell va ser que havia de ser molt vell, adolorit i frígid. Coleman va explicar el procés de fer en Yoda digital com la versió de titelles, dient: "Quan Frank Oz mou el cap, les orelles s'agiten. Si no sabéssim això, no es veuria com en Yoda". A causa de les acrobàcies en la lluita amb espases de llum entre el comte Dooku i Yoda, l'actor Christopher Lee de 78 anys en aquell moment va necessitar un doble d'acció per dur a terme les escenes més exigents en el seu lloc. El rostre de Lee se superposa sobre el cos del doble en totes les preses que no eren primers plans, les quals sí que realitzava el mateix Lee. Lucas sovint anomena el duel crucial per al departament d'animació, ja que tenia tant potencial per ser humorístic com dramàtic.

### Banda sonora

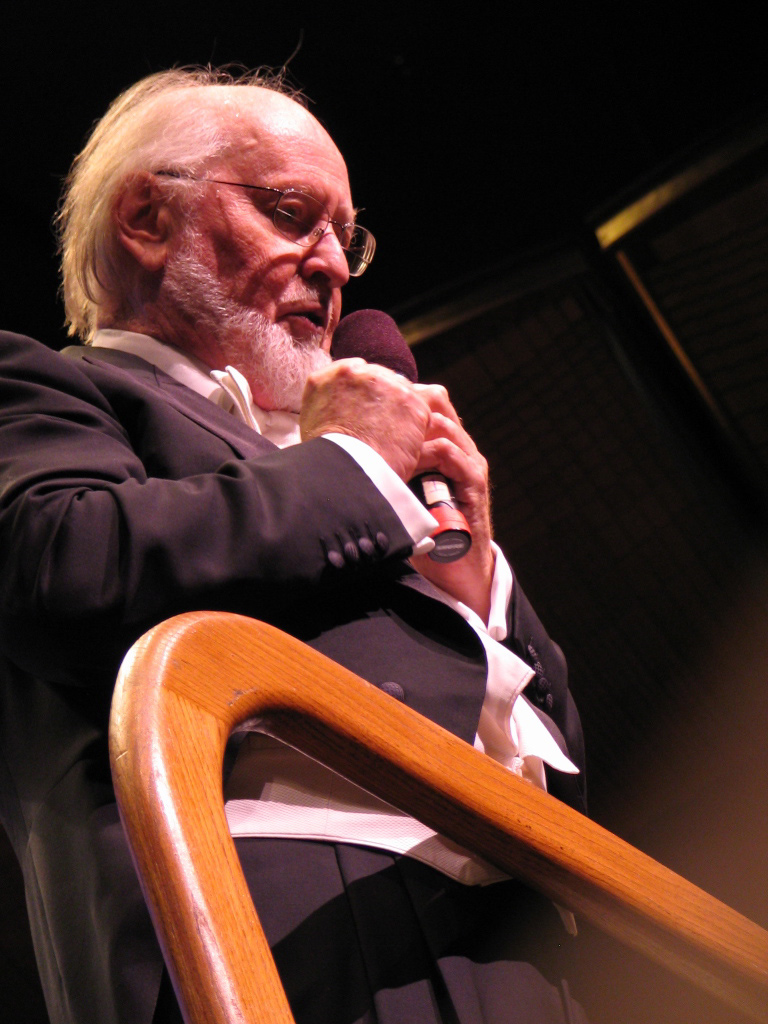
John Williams, com a les quatre entregues anteriors, va ser l'encarregat de compondre la banda sonora de L'atac dels clons.

Sony Classical va posar a la venda la banda sonora de la pel·lícula el 23 d'abril de 2002. John Williams va compondre i dirigir la i la London Voices i l'Orquestra Simfònica de Londres la van realitzar. S'han distribuït quatre cobertes diferents de la banda sonora: una amb el personatge de Yoda, una altra amb Anakin i Padmé, una altra amb Jango Fett i una altra amb el cartell final usat per a la pel·lícula.

## Estrena
El tràiler de la pel·lícula, de dos minuts i mig de durada, va ser estrenat el 10 de març de 2002 a la cadena de televisió Fox, i va ser emès entre les sèries Malcolm in the middle i The X-Files. Cinc dies després, aquest mateix tràiler es va començar a emetre a la pantalla gran durant els anuncis de la pel·lícula Ice Age.
L'estrena mundial de L'atac dels clons va ser el 16 de maig de 2002, va rebre la qualificació PG (Parental Guidance Suggested: control de pares suggerit) per la Motion Picture Association of America, associació nord-americana encarregada de la classificació per edat de les pel·lícules. Abans que la pel·lícula fos estrenada, hi va haver una sèrie de controvèrsies respecte de la pirateria. Una setmana abans de l'estrena, va aparèixer una còpia pirata de la pel·lícula a Internet, realitzada presumptament durant una mostra privada i gràcies a una càmera de vídeo digital que gravava la pantalla en què s'estava emetent. Els analistes van predir que fins a un milió de persones haurien vist aquesta còpia abans no fos estrenada als cines. A més a més, les autoritats van confiscar milers de còpies pirates en DVD i VCD de L'atac dels clons a Kuala Lumpur, capital de Malàisia, abans de l'estrena de la pel·lícula. De nou a Malàisia, encara que aquesta vegada a la duana amb Singapur, van arrestar una setmana després de l'estrena mundial, el 23 de maig, una parella que acabava de rebre 9.000 còpies pirata, que havien estat introduïdes clandestinament al país.

## Recepció

### Recaptació
La pel·lícula va recaptar un total de 649.398.328 dòlars a tot el món després d'estar 172 dies als cinemes i va aconseguir el 25è lloc en el rànquing de pel·lícules amb més recaptació de tota la història. Va ser l'única pel·lícula de Star Wars que no va ser la pel·lícula més taquillera de l'any als Estats Units, ja que Spiderman i El senyor dels anells: Les dues torres, amb una crítica més favorable, van quedar per davant.
| País                                                                          | Recaptació    | Data de l'estrena              |
| ----------------------------------------------------------------------------- | ------------- | ------------------------------ |
| Alemanya                                                                      | 34.683.410 $  | Dijous 16 de maig de 2002      |
| Argentina                                                                     | 993.508 $     | Dijous 4 de juliol de 2002     |
| Austràlia                                                                     | 18.632.998 $  | Dijous 16 de maig de 2002      |
| Àustria                                                                       | 3.332.086 $   | Divendres 17 de maig de 2002   |
| Bèlgica                                                                       | 3.110.599 $   | Dimecres 15 de maig de 2002    |
| Belize · Costa Rica · El Salvador · Guatemala · Hondures · Nicaragua · Panamà | 1.293.273 $   | Divendres 21 de juny de 2002   |
| Bolívia                                                                       | 194.407 $     | Dijous 20 de juny de 2002      |
| Brasil                                                                        | 4.201.526 $   | Dilluns 1 de juliol de 2002    |
| Bulgària                                                                      | 217.337 $     | Divendres 17 de maig de 2002   |
| Xile                                                                          | 1.759.483 $   | Dijous 4 de juliol de 2002     |
| Xina                                                                          | 5.488.408 $   | Divendres 12 de juliol de 2002 |
| Colòmbia                                                                      | 990.362 $     | Divendres 14 de juny de 2002   |
| Corea del Sud                                                                 | 7.139.915 $   | Divendres 5 de juliol de 2002  |
| Croàcia                                                                       | 302.478 $     | Dijous 16 de maig de 2002      |
| Dinamarca                                                                     | 3.473.145 $   | Dijous 16 de maig de 2002      |
| Equador                                                                       | 430.056 $     | Divendres 12 de juliol de 2002 |
| Egipte                                                                        | 96.433 $      | Dimecres 29 de maig de 2002    |
| Emirats Àrabs Units                                                           | 412.783 $     | Dimecres 15 de maig de 2002    |
| Eslovènia                                                                     | 149.540 $     | Dijous 16 de maig de 2002      |
| Espanya                                                                       | 16.189.195 $  | Divendres 17 de maig de 2002   |
| Estats Units                                                                  | 310.676.740 $ | Dijous 16 de maig de 2002      |
| Estònia                                                                       | 110.144 $     | Divendres 17 de maig de 2002   |
| Filipines                                                                     | 2.074.021 $   | Dimecres 15 de maig de 2002    |
| Finlàndia                                                                     | 2.024.522 $   | Dijous 16 de maig de 2002      |
| França                                                                        | 30.664.323 $  | Dimecres 15 de maig de 2002    |
| Grècia                                                                        | 810.883 $     | Divendres 17 de maig de 2002   |
| Hong Kong                                                                     | 1.909.959 $   | Dijous 16 de maig de 2002      |
| Hongria                                                                       | 2.415.086 $   | Dijous 16 de maig de 2002      |
| Índia                                                                         | 617.073 $     | Divendres 7 de juny de 2002    |
| Indonèsia                                                                     | 257.215 $     | Dimecres 21 d'agost de 2002    |

| País                         | Recaptació   | Data d'estrena                |
| ---------------------------- | ------------ | ----------------------------- |
| Islàndia                     | 288.982 $    | Divendres 17 de maig de 2002  |
| Israel                       | 820.753 $    | Dijous 16 de maig de 2002     |
| Itàlia                       | 8.241.121 $  | Dijous 16 de maig de 2002     |
| Jamaica                      | 8.241.121 $  | Dimecres 5 de juny de 2002    |
| Japó                         | 78.182.528 $ | Dijous 13 de juliol de 2002   |
| Letònia                      | 89.813 $     | Divendres 17 de maig de 2002  |
| Líban                        | 85.949 $     | Dijous 16 de maig de 2002     |
| Lituània                     | 78.260 $     | Divendres 17 de maig de 2002  |
| Malàisia                     | 1.102.637 $  | Dijous 16 de maig de 2002     |
| Mèxic                        | 8.793.561 $  | Dilluns 1 de juliol de 2002   |
| Noruega                      | 2.677.905 $  | Dimecres 22 de maig de 2002   |
| Nova Zelanda · Fiji          | 2.561.531 $  | Dijous 16 de maig de 2002     |
| Països Baixos                | 3.944.693 $  | Dijous 16 de maig de 2002     |
| Perú                         | 1.124.802 $  | Dijous 4 de juliol de 2002    |
| Polònia                      | 3.103.567 $  | Dijous 16 de maig de 2002     |
| Portugal                     | 1.488.369 $  | Divendres 17 de maig de 2002  |
| Puerto Rico                  | 1.879.144 $  | Dijous 16 de maig de 2002     |
| Regne Unit · Irlanda         | 58.762.764 $ | Dijous 16 de maig de 2002     |
| República Txeca · Eslovàquia | 873.260 $    | Dijous 16 de maig de 2002     |
| República Dominicana         | 116.799 $    | Dijous 27 de juny de 2002     |
| Romania                      | 212.278 $    | Divendres 17 de maig de 2002  |
| Rússia                       | 5.258.522 $  | Dijous 16 de maig de 2002     |
| Singapur                     | 2.040.600 $  | Dijous 16 de maig de 2002     |
| Sud-àfrica                   | 816.904 $    | Divendres 21 de juny de 2002  |
| Suècia                       | 5.786.670 $  | Dijous 16 de maig de 2002     |
| Suïssa                       | 3.471.877 $  | Dijous 16 de maig de 2002     |
| Tailàndia                    | 2.035.976 $  | Divendres 17 de maig de 2002  |
| Taiwan                       | 1.332.618 $  | Dissabte 18 de maig de 2002   |
| Turquia                      | 905.667 $    | Divendres 17 de maig de 2002  |
| Uruguai                      | 106.984 $    | Divendres 5 de juliol de 2002 |
| Veneçuela                    | 850.917 $    | Dimecres 3 de juliol de 2002  |
| Sèrbia i Montenegro          | 76.457 $     | Dijous 16 de maig de 2002     |

### Crítica
Com ja li va passar a la seva predecessora, L'atac dels clons va rebre tant crítiques positives com negatives. A data de setembre de 2013, el lloc web Rotten Tomatoes reporta que la pel·lícula posseeix 143 avaluacions positives d'un total de 216, el que es tradueix en un 66% de «frescor» amb una puntuació de 6,5 sobre 10. Per la seva banda, el lloc Metacritic li va donar una puntuació de 53 sobre 100, basant-se en 39 crítiques realitzades per mitjans especialitzats. Els usuaris d'Internet Movie Database (IMDb), amb 157.672 vots, atorgaren en el seu moment a la pel·lícula una nota mitjana de 6,8 sobre 10 punts possibles.
Bona part dels comentaris negatius es van centrar en aspectes del guió, tot i que la major part dels crítics van reconèixer una millora respecte a The Phantom Menace. Roger Ebert, del Chicago Sun-Times, va puntuar la pel·lícula amb dues estrelles de quatre possibles i va criticar el romanç entre Padmé Amidala i Anakin Skywalker, basat en els «clixés romàntics més bàsics i cansats», així com el diàleg «pla» que manté durant la primera hora de la pel·lícula per establir els punts de la trama i informar els espectadors del que ha passat des del final del primer lliurament, va comparar per això als personatges amb advocats en lloc d'herois. Kenneth Turan, dels Angeles Times, va coincidir pràcticament en tot amb Ebert en criticar la manca de química entre la parella protagonista i el diàleg «pla». També va afegir que ni tan sols actors de la talla d'Ewan McGregor i Natalie Portman van ser capaços d'animar la pel·lícula, encara que posava com a excepció d'aquest fet la interpretació del comte Dooku per part de Christopher Lee. La crítica de Mick LaSalle, del San Francisco Chronicles, va seguir la mateixa direcció que les dues anteriors, encara que no va ser tan crític amb la relació entre Amidala i Skywalker i va destacar aquest últim com «el millor de la pel·lícula [...], l'únic amb la capacitat de sorprendre'ns».
Todd McCarthy, de la revista Variety, va coincidir en l'aspecte dels «diàlegs mundans» entre la parella, però va afegir que «l'exposició i el sentit de la narració són més clars i rendibles» i que «algunes de les interpretacions són realment decents». Va destacar a més la gran tasca del dissenyador de producció Gavin Bocquet, la dissenyadora de vestuari Trisha Biggar i l'equip d'efectes visuals, especialment la creació digital d'en Yoda amb «infinitament més mobilitat i expressivitat que el seu homòleg a El retorn del jedi». Michael Wilmington, del Chicago Tribune, va qualificar L'atac dels clons com la «més emocionant i visualment espectacular de totes les pel·lícules de Star Wars fins a la data». Va esmentar la qualitat dels efectes visuals i va descriure la pel·lícula com una «narració visual de primer ordre», també va destacar el carisma de certs personatges com Yoda o C3PO, i l'agradable transició d'Ewan McGregor amb presagis de l'Obi Wan interpretat per Alec Guinness en la trilogia clàssica. Va incloure una comparació entre la crueltat del comte Dooku de Christopher Lee i el Darth Vader de James Earl Jones.
Pocs mesos abans de l'estrena de l'episodi III, La venjança dels sith, l'actor Ewan McGregor va qualificar els combats d'espases làsers que apareixen a L'atac dels clons com a «insatisfactoris» en comparació amb els climàtics duels de l'última entrega de la saga.

### Nominacions i premis

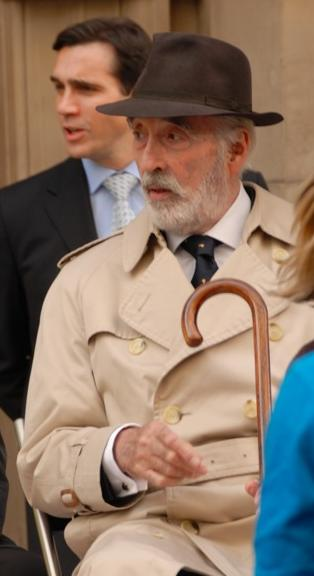
L'actor Christopher Lee, intèrpret del comte Dooku, va rebre un premi MTV Movie a la «Millor lluita».

| Premi            | Categoria                            | Receptor(s)                                      | Resultat   |
| ---------------- | ------------------------------------ | ------------------------------------------------ | ---------- |
| Premis Oscar     | Millors efectes especials            | Rob Coleman Pablo Helman John Knoll Ben Snow     | Nominats   |
| Premis Saturn    | Millor pel·lícula de ciència-ficció  | L'atac dels clons                                | Nominat    |
| Premis Saturn    | Millor director                      | George Lucas                                     | Nominat    |
| Premis Saturn    | Millor actriu                        | Natalie Portman                                  | Nominada   |
| Premis Saturn    | Millor interpretació d'un actor jove | Hayden Christensen                               | Nominat    |
| Premis Saturn    | Millors efectes especials            | Rob Coleman Pablo Helman John Knoll Ben Snow     | Guanyadors |
| Premis Saturn    | Millor música                        | John Williams                                    | Nominat    |
| Premis Saturn    | Millor vestuari                      | Trisha Biggar                                    | Guanyador  |
| Premis MTV Movie | Millor lluita                        | Christopher Lee                                  | Guanyador  |
| Premis MTV Movie | Millor interpretació virtual         | L'atac dels clons (per a Yoda)                   | Nominat    |
| Premis MTV Movie | Millor seqüència d'acció             | L'atac dels clons (per a la batalla de Geonosis) | Nominada   |

## Edició domèstica
L'atac dels clons va ser llançada en DVD el 14 de novembre de 2002. George Lucas va editar i afegir certs elements que fan al DVD lleugerament diferent de la seva projecció en sales de cinema. Presenta un comentari d'àudio del director George Lucas, del productor Rick McCallum, l'editor i dissenyador de so Ben Burtt, del director d'animació d'ILM Rob Coleman i dels supervisors d'efectes visuals d'ILM Pablo Helman, John Knoll i Ben Snow.
En el DVD de continguts extres s'hi inclouen nombrosos documentals sobre la pel·lícula, alguns ja emesos per televisió i internet i d'altres exclusius. Entre els exclusius n'hi ha un sobre els efectes sonors, un altre sobre la creació dels personatges digitals com Yoda i Dexter, dos sobre els efectes visuals i un vídeo promocional del reportatge còmic titulat R2-D2: Beneath the Dome, emès a la televisió nord-americana i en el qual es relata la vida de l'astrodroide R2-D2 com si es tractés d'un actor real. L'actriu Carrie Fisher, que va interpretar la princesa Leia en la trilogia original, va participar en la promoció. Entre els ja publicats hi ha els dotze documentals curts que van ser penjats a la web oficial de Star Wars durant el rodatge de la pel·lícula i que cobreixen la producció global de L'atac dels clons, i els tres emesos per televisió que tracten sobre les escenes d'acció, la història general i la història d'amor entre Padmé i Anakin, respectivament.
També venen incloses vuit escenes que van ser suprimides de la versió projectada als cinemes. Entre aquestes hi ha: la sala d'anàlisi, els hangars del temple jedi, nous personatges i la família de Padmé entre d'altres. Les pel·lícules de Star Wars van ser llançades en Blu-ray el 16 de setembre de 2011 en tres edicions diferents. El DVD va rebre diverses nominacions, però no va arribar a aconseguir cap premi:
| Premi                | Categoria                                       | Receptor(s)       | Resultat |
| -------------------- | ----------------------------------------------- | ----------------- | -------- |
| Premis Saturn        | Millor edició especial en DVD                   | L'atac dels clons | Nominat  |
| Premis DVD Exclusive | Millor disseny de menús                         | Van Ling          | Nominat  |
| Premis DVD Exclusive | Original documental retrospectiu                | John Shenk        | Nominat  |
| Premis DVD Exclusive | Millor contingut extra nou                      | Jim Ward          | Nominat  |
| Premis DVD Exclusive | Millors escenes noves ampliades i reconstruïdes | George Lucas      | Nominat  |

## Adaptacions
Es van publicar dues novel·les basades en la pel·lícula: una de juvenil editada per Scholastic, i una altra escrita per R.A. Salvatore, que inclou algunes escenes inèdites. Una adaptació del llibre dividida en quatre còmics va ser escrita per Henry Gilroy i publicada per Dark Horse Comics.

## Al·lusions a la trilogia seqüela
La trilogia que constitueix una protosecuela de la saga de Star Wars (episodis I, II i III). Fa sovint al·lusió a la trilogia original (episodis IV, V i VI) i ajuda a connectar totes les pel·lícules. George Lucas s'ha referit a la sextalogia com un llarg poema que rima.
A L'atac dels clons hi ha una clara al·lusió a L'Imperi contraataca, ja que en ambdues es produeix una persecució i el perseguit aconsegueix escapar de forma semblant: en aquesta pel·lícula, Obi-Wan Kenobi escapa de Jango Fett en un camp d'asteroides acostant el seu caça espacial a una de les roques per tal de desaparèixer dels sensors del seu enemic, mentre que a L'Imperi contraataca, Han Solo utilitza una tàctica similar acostant el Falcó Mil·lenari a un destructor imperial.
També apareix l'origen de la gegantina estació espacial coneguda com l'Estrella de la Mort. Durant la batalla de Geonosis, per tal de portar-la al seu mestre Darth Sidious, el comte Dooku es guarda un holograma en què apareix l'estació.

## Seqüela
El 15 d'agost de 2008 es va estrenar als cinemes nord-americans Star Wars: The Clone Wars, una pel·lícula d'animació CGI que va servir com a avançament de la sèrie amb el mateix nom i que va ser estrenada la tardor del mateix any a les cadenes de televisió Cartoon Network i TNT. La sèrie, que està feta en el mateix format que la pel·lícula, compta amb episodis de mitja hora de durada i en ambdues es narren els esdeveniments que tenen lloc entre L'atac dels clons i La venjança dels Sith i està ambientada a les guerres clon.